# کریستی توماس
کریستی توماس (انگلیسی: Christi Thomas؛ زادهٔ ۱۴ اوت ۱۹۸۲) بازیکن بسکتبال اهل ایالات متحده آمریکا است.